# Gymnopapuaia quadristriata
Gymnopapuaia quadristriata är en tvåvingeart som först beskrevs av Stein 1918.  Gymnopapuaia quadristriata ingår i släktet Gymnopapuaia och familjen husflugor. Inga underarter finns listade i Catalogue of Life.